# Johan Galtung
Johan Galtung (Oslo, 24 de octubre de 1930-Bærum, 17 de febrero de 2024) fue un sociólogo y matemático noruego. Es uno de los fundadores y protagonistas de la investigación sobre la paz y los conflictos sociales.

## Biografía
Johan Galtung nació en el seno de una familia burguesa en Oslo, Noruega. Su padre era médico, y él se sintió atraído por las políticas de salud pública. Se convirtió al pacifismo como consecuencia de un viaje en bicicleta a las afueras de su ciudad. Al parecer, según cuenta en sus memorias, le cambió la percepción de la realidad social. Galtung estudió matemáticas y sociología en la Universidad de Oslo. En 1959, fundó en Oslo el primer instituto de investigación sobre la paz, el Instituto Internacional de Estudios para la Paz de Estocolmo, y fue su director durante diez años. En 1964 fundó la Revista de Investigación sobre la Paz (Journal of Peace Research). Fue profesor de Investigación sobre Conflicto y Paz en la Universidad de Oslo entre 1969 y decía Raymond Aron que era el punto de arribada del pensamiento leninista, aplicado a su alambicada teoría del conflicto y la violencia estructurales. 
Colaboró extensamente con diversas instituciones de la Organización de las Naciones Unidas, y se ha desempeñado como profesor visitante en los cinco continentes, incluyendo trabajos en Chile, en la Universidad de la ONU en Ginebra, en los Estados Unidos, Japón, China, India y Malasia. Fue profesor de Estudios sobre la Paz en la Universidad de Hawái y director de Transcend: A Peace and Development Network y rector de la Transcend Peace University. Participó en más de 40 conflictos como mediador, por ejemplo en Sri Lanka, Afganistán, el Norte del Cáucaso y Ecuador. En 1987, recibió el Premio Nobel Alternativo, en 1993 el Premio Gandhi. Su producción incluye 50 libros y más de 1000 artículos publicados. Su trabajo, como pensador, escritor, conferencista, asesor y activista, tiene un inmenso impacto en los estudios para la paz.

## Pensamiento

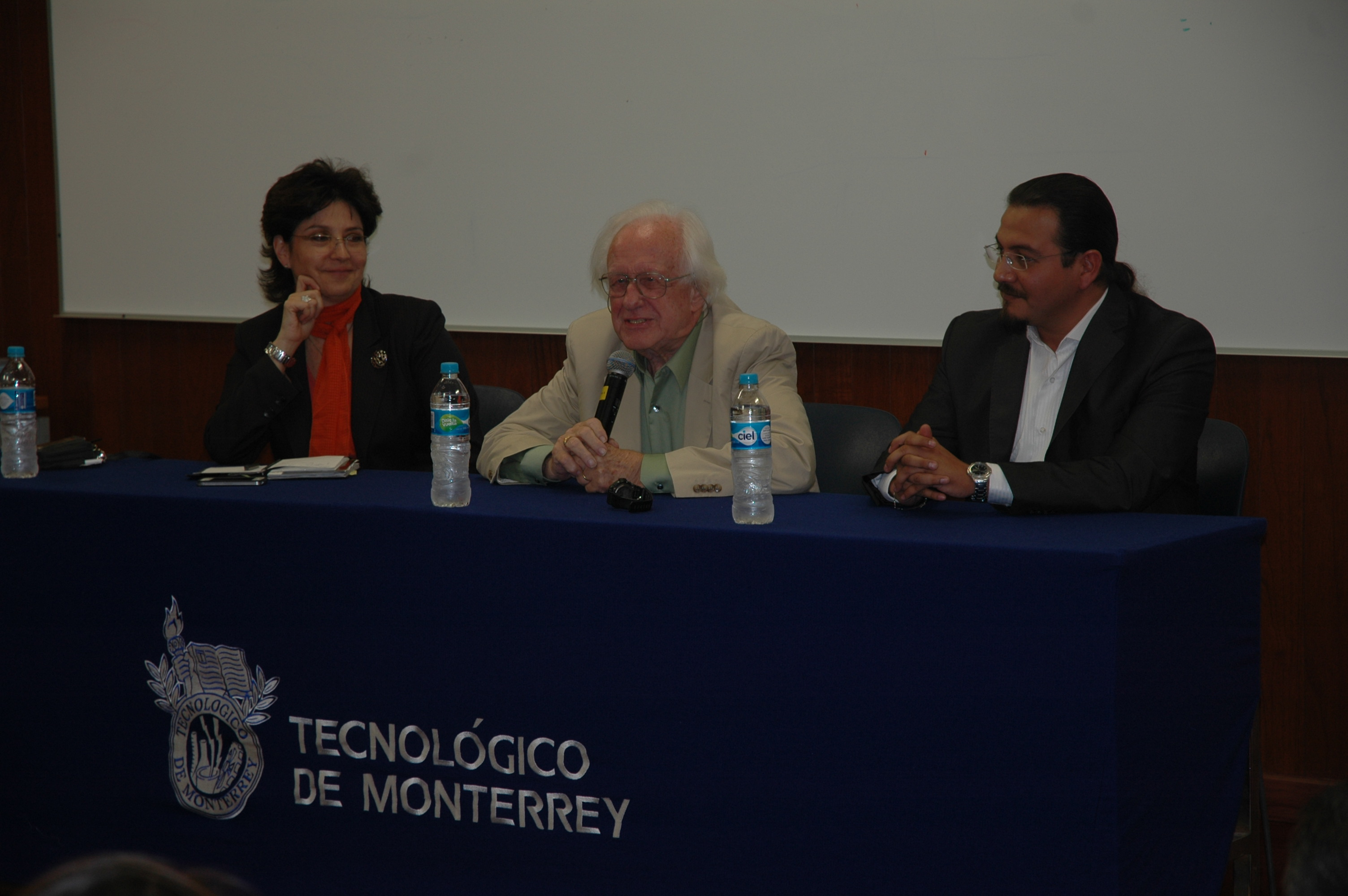
Galtung en el Instituto Tecnológico y de Estudios Superiores de Monterrey, Campus Ciudad de México.

Galtung introdujo varios conceptos nuevos, entre ellos son los más conocidos aquellos acerca de la violencia y la paz:
- El triángulo de la violencia: Aparte de la violencia directa, física o verbal y visible para todos, existen también la violencia estructural y la violencia cultural, fuerzas y estructuras invisibles, pero no menos violentas. Ellas son las raíces de la violencia directa y comprenden ciertas formas sociopolíticas y culturales de una sociedad: las estructuras violentas como represión, explotación, marginación o también la distancia no adecuada; y la cultura de la violencia como la legitimación de la violencia en el patriarquismo, racismo o sexismo.[5]
- Paz negativa versus paz positiva: La paz debe ser más que la mera ausencia de un conflicto violento (ésta es designada como paz negativa); los Estados (o cualquier grupo dentro de un conflicto) deben buscar relaciones de colaboración y apoyo mutuo para lograr una paz positiva. En el momento del cese al fuego el trabajo para construir la paz no está sino a punto de comenzar, para lograr así una paz que dure más allá del alto al fuego.

Galtung se compromete también en una democratización de las Naciones Unidas. Se ha pronunciado reiteradamente en favor del establecimiento de un parlamento mundial. Es miembro del comité para una ONU democrática que se fundó en 2004.

## Obras en español

Triángulo de Johan Galtung

- Teoría y métodos de la investigación social. Buenos Aires: Eudeba, 1966.[6]
- La Comunidad Europea: Una superpotencia en marcha. Buenos Aires: Nueva Visión, 1973.
- ¿Hay alternativas? Cuatro caminos hacia la paz y la seguridad. Madrid: Tecnos, 1984.[7]
- Hitlerismo, stalinismo y reaganismo: tres variaciones sobre un tema de Orwell. Alicante: Instituto de Estudios Juan Gil-Albert, 1985.
- Sobre la paz. Barcelona: Fontamara, 1985.
- Tras la violencia, 3R: reconstrucción, reconciliación, resolución. Afrontando los efectos visibles e invisibles de la guerra y la violencia. Bilbao: Bakeaz/Gernika-Lumo: Gernika Gogoratuz, 1998.
- Fundamentalismo USA: Fundamentos teológico-políticos de la política exterior estadounidense. Barcelona: Icaria, 1999.
- Paz por medios pacíficos: paz y conflicto, desarrollo y civilización. Bilbao: Bakeaz, 2003.
- Violencia cultural. Gernika-Lumo: Gernika Gogoratuz, 2003.
- Trascender  & Transformar. Una introducción a la resolución de conflictos. México 2004. Ed. M&S Editores.
- Juan sin tierra. Autobiografía de Johan Galtung. México 2008. ED M&S Editores.[8]
- La meta es el camino: Gandhi hoy, de Johan Galtung. México 2009.  ED M&S Editores.